# Gerrothorax
Gerrothorax var ett släkte av djur liknande amfibier som levde under mellersta och sen trias. Fossil från Gerrothorax har påträffats i Sverige, södra Tyskland men även andra platser i Europa och på Grönland.
Gerrothorax blev omkring en meter lång. Liksom dagens axolotl var den neoten. Den liknade en knubbigt grodyngel med fyra smala extremiteter. De hade tre par gälar bakom sitt platta mycket breda huvud. Ögonen var stora och satt tätt tillsammans. Gerrothorax var ett rovdjur som levde av mindre djur, troligen överraskade den sina byten genom att kamouflera sig på botten av små sjöar eller träsk. 
Två arter är beskrivna:
- Gerrothorax pulcherrimus
- Gerrothorax rhaeticus